# Fumino Hayashi
Fumino Hayashi (林ふみの Hayashi Fumino?) es una mangaka de origen japonés nacida un 23 de enero. Es conocida principalmente por haber dibujado el manga Neon Genesis Evangelion: the Iron Maiden 2nd, un spin-off de Neon Genesis Evangelion, propiedad intelectual de Gainax. Este fue su primer trabajo para la editorial Kadokawa Shoten.

## Otras series
| Serie                                                   | Género                                                    | Año  |
| ------------------------------------------------------- | --------------------------------------------------------- | ---- |
| Bat x Dragon                                            | Acción- Histórico- Shonen                                 | 2010 |
| Golden Ball- Shoujikousei GM Yamagishi Shiki no Chousen | Shonen- Deportes                                          | 2011 |
| H + P                                                   | Acción- Ecchi- Fantasía- Harem- Romance- Shonen           | 2011 |
| Kami no Dice                                            | Seinen                                                    | 2008 |
| Meteor                                                  | Acción- Psicológico- Seinen- Tragedia                     | 2008 |
| Min Uta                                                 | Josei                                                     | ---- |
| My Stardust                                             | Shoujo                                                    | 2002 |
| Otoshimono- Stay With                                   | Horror- Shoujo- Sobrenatural                              | 2006 |
| Neon Genesis Evangelion: the Iron Maiden 2nd            | Comedia- Drama- Romance- Escolar- Shoujo- Ciencia Ficción | 2004 |
| Tenchi no Ake                                           | Histórico- Romance- Shoujo                                | 2003 |
| Terra e...- Aoki Koubou no Keith                        | Ciencia ficción- Shonen                                   | 2007 |
| Toukyon Ryuusei                                         | Histórico- Romance- Shojou                                | 2003 |
| Valkyrie Profile 2: Silmeria                            | Acción- Aventura- Fantasía- Shonen                        | 2007 |
| Valkyrie Profile Enix Supercomic Gekijoh                | Comedia- Fantasía                                         | 1999 |